# العلاقات البوليفية الطاجيكستانية
العلاقات البوليفية الطاجيكستانية هي العلاقات الثنائية التي تجمع بين بوليفيا وطاجيكستان.

## مقارنة بين البلدين
هذه مقارنة عامة ومرجعية للدولتين:
| وجه المقارنة                                              | بوليفيا                                          | طاجيكستان                          |
| --------------------------------------------------------- | ------------------------------------------------ | ---------------------------------- |
| المساحة (كم2)                                             | 1.10 مليون                                       | 143.10 ألف                         |
| عدد السكان (نسمة)                                         | 11.05 مليون                                      | 8.92 مليون                         |
| الكثافة السكانية (ن./كم²)                                 | 10.05                                            | 62.33                              |
| العاصمة                                                   | سوكري، لاباز                                     | دوشنبه                             |
| اللغة الرسمية                                             | اللغة الإسبانية، اللغة الأيمرية، كتشوا، غوارانية | اللغة الطاجيكية                    |
| العملة                                                    | بوليفاريو بوليفي                                 | ساماني طاجيكي، الروبل الطاجيكستاني |
| الناتج المحلي الإجمالي (بليون دولار)                      | 37.51 مليار                                      | 7.15 مليار                         |
| الناتج المحلي الإجمالي (تعادل القوة الشرائية) بليون دولار | 74.58 مليار                                      | 24.03 مليار                        |
| الناتج المحلي الإجمالي الاسمي للفرد دولار أمريكي          | 3.08 ألف                                         | 925                                |
| الناتج المحلي الإجمالي للفرد دولار أمريكي                 | 6.63 ألف                                         | 2.69 ألف                           |
| مؤشر التنمية البشرية                                      | 0.662                                            | 0.624                              |
| رمز المكالمات الدولي                                      | +591                                             | +992                               |
| رمز الإنترنت                                              | .bo                                              | .tj                                |
| المنطقة الزمنية                                           | 00                                               | ت ع م+05:00                        |

## منظمات دولية مشتركة
يشترك البلدان في عضوية مجموعة من المنظمات الدولية، منها:
| علم المنظمة | اسم المنظمة                        | تاريخ انضمام بوليفيا | تاريخ انضمام طاجيكستان |
| ----------- | ---------------------------------- | -------------------- | ---------------------- |
|             | الاتحاد البريدي العالمي            | ?                    | ?                      |
|             | مؤسسة التنمية الدولية              | 21 يونيو 1961        | 4 يونيو 1993           |
|             | منظمة حظر الأسلحة الكيميائية       | ?                    | ?                      |
|             | الأمم المتحدة                      | 14 نوفمبر 1945       | 2 مارس 1992            |
|             | وكالة ضمان الاستثمار متعدد الأطراف | 3 أكتوبر 1991        | 9 ديسمبر 2002          |
|             | منظمة الشرطة الجنائية الدولية      | ?                    | ?                      |
|             | مؤسسة التمويل الدولية              | 20 يوليو 1956        | 2 ديسمبر 1994          |
|             | الاتحاد الدولي للاتصالات           | 1 يونيو 1907         | 28 أبريل 1994          |
|             | البنك الدولي للإنشاء والتعمير      | 27 ديسمبر 1945       | 4 يونيو 1993           |
|             | يونسكو                             | 13 نوفمبر 1946       | 6 أبريل 1993           |

## وصلات خارجية
- موقع وزارة الخارجية البوليفية